# Contea di Morris (Kansas)
La contea di Morris in inglese Morris County è una contea dello Stato del Kansas, negli Stati Uniti. La popolazione al censimento del 2000 era di 6 104 abitanti. Il capoluogo di contea è Council Grove